# 尼科爾維爾 (明尼蘇達州)
尼科爾維爾（英語：Nicolville）是位於美國明尼蘇達州毛爾縣雷德羅克鎮區及溫德姆鎮區的一個非建制地區。

## 地理
尼科爾維爾所處的海拔為高於海平面379米（即1243英呎），而該地所採用的時區為UTC-6，即北美中部時區（CST）。同時該地設有夏令時間，為UTC-6調快一小時，即UTC-5（CDT）。